# Meksiko na Olimpijskim igrama
Meksiko je prvi put sudjelovao na Olimpijskim igrama kao neovisna država 1990. godine, a od 1924. godine nastupili su na svim igrama. Njezini sportaši osvojili su ukupno 62 medalje, 13 zlata, 21 srebro i 28 bronci.
Nastupili su na sedam Zimskih olimpijskih igrara ali nisu odvojili niti jednu medalju.

## Medalje
| Medalja | Ime                                                                                | Igre                                       | Sport           | Disciplina                                 |
| ------- | ---------------------------------------------------------------------------------- | ------------------------------------------ | --------------- | ------------------------------------------ |
| bronca  | Eustaquio de Escandón Manuel de Escandón Pablo de Escandón Guillermo Hayden Wright | II. Olimpijske igre – Pariz 1900.          | polo            | muškarci                                   |
| srebro  | Francisco Cabañas                                                                  | X. Olimpijske igre – Los Angeles 1932.     | boks            | muškarci laka                              |
| srebro  | Gustavo Huet                                                                       | X. Olimpijske igre – Los Angeles 1932.     | streljaštvo     | muškarci 50 m puška                        |
| bronca  | National team                                                                      | XI. Olimpijske igre – Berlin 1936.         | košarka         | muškarci                                   |
| bronca  | Fidel Ortiz                                                                        | XI. Olimpijske igre – Berlin 1936.         | boks            | muškarci bantam                            |
| bronca  | Juan Gracia Julio Mueller Antonio Nava Alberto Ramos                               | XI. Olimpijske igre – Berlin 1936.         | polo            | muškarci                                   |
| zlato   | Humberto Mariles                                                                   | XIV. Olimpijske igre – London 1948.        | konjički šport  | skokovi pojedinačno                        |
| zlato   | Rubén Uriza Humberto Mariles Alberto Valdés                                        | XIV. Olimpijske igre – London 1948.        | konjički šport  | momčadski skokovi                          |
| bronca  | Rubén Uriza                                                                        | XIV. Olimpijske igre – London 1948.        | Kkonjički šport | skokovi pojedinačno                        |
| bronca  | Joaquín Capilla                                                                    | XIV. Olimpijske igre – London 1948.        | skokovi u vodu  | muškarci 10 m toranj                       |
| bronca  | Raúl Campero Humberto Mariles Joaquín Solano                                       | XIV. Olimpijske igre – London 1948.        | konjički šport  | trodnevna manifestacija momčadi            |
| srebro  | Joaquín Capilla                                                                    | XV. Olimpijske igre – Helsinki 1952.       | Skokovi u vodu  | muškarci 10 m toranj                       |
| zlato   | Joaquín Capilla                                                                    | XVI. Olimpijske igre – Melbourne 1956.     | skokovi u vodu  | muškarci 10 m toranj                       |
| bronca  | Joaquín Capilla                                                                    | XVI. Olimpijske igre – Melbourne 1956.     | skokovi u vodu  | muškarci 3 m odskočna daska                |
| bronca  | Juan Botella                                                                       | XVII. Olimpijske igre – Rim 1960.          | skokovi u vodu  | muškarci 3 m odskočna daska                |
| bronca  | Juan Fabila                                                                        | XVIII. Olimpijske igre – Tokio 1964.       | boks            | muškarci bantam                            |
| zlato   | Antonio Roldán                                                                     | XIX. Olimpijske igre – Ciudad Mexico 1968. | boks            | muškarci perolaka                          |
| zlato   | Ricardo Delgado                                                                    | XIX. Olimpijske igre – Ciudad Mexico 1968. | Boks            | muškarci laka                              |
| zlato   | Felipe Muñoz                                                                       | XIX. Olimpijske igre – Ciudad Mexico 1968. | Plivanje        | muškarci 200 m prsno                       |
| srebro  | José Pedraza                                                                       | XIX. Olimpijske igre – Ciudad Mexico 1968. | atletika        | muškarci 20 km hodanje                     |
| srebro  | Álvaro Gaxiola                                                                     | XIX. Olimpijske igre – Ciudad Mexico 1968. | skokovi u vodu  | muškarci toranj                            |
| srebro  | Pilar Roldán                                                                       | XIX. Olimpijske igre – Ciudad Mexico 1968. | mačevanje       | žene floret                                |
| bronca  | Agustín Zaragoza                                                                   | XIX. Olimpijske igre – Ciudad Mexico 1968. | boks            | muškarci srednja                           |
| bronca  | Joaquín Rocha                                                                      | XIX. Olimpijske igre – Ciudad Mexico 1968. | boks            | muškarci teška                             |
| bronca  | María Teresa Ramírez                                                               | XIX. Olimpijske igre – Ciudad Mexico 1968. | plivanje        | žene 800 m slobodno                        |
| srebro  | Alfonso Zamora                                                                     | XX. Olimpijske igre – München 1972.        | boks            | muškarci bantam                            |
| zlato   | Daniel Bautista                                                                    | XXI. Olimpijske igre – Montréal 1976.      | atletika        | muškarci 20 km hodanje                     |
| bronca  | Juan Paredes                                                                       | XXI. Olimpijske igre – Montréal 1976.      | boks            | muškarci perolaka                          |
| srebro  | Carlos Girón                                                                       | XXII. Olimpijske igre – Moskva 1980.       | skokovi u vodu  | muškarci 3 m odskočna daska                |
| bronca  | Joaquín Pérez                                                                      | XXII. Olimpijske igre – Moskva 1980.       | konjički šport  | skokovi pojedinačno                        |
| bronca  | David Bárcena Manuel Mendivil José Luis Pérez Fabián Vázquez                       | XXII. Olimpijske igre – Moskva 1980.       | konjički šport  | trodnevna manifestacija ekipno natjecanje  |
| bronca  | Jesús Gómez Joaquin Pérez Gerardo Tazzer Alberto Valdés, Jr.                       | XXII. Olimpijske igre – Moskva 1980.       | konjički šport  | skokovi momčadsko natjecanje               |
| zlato   | Ernesto Canto                                                                      | XXIII. Olimpijske igre – Los Angeles 1984. | atletika        | muškarci 20 km hodanje                     |
| zlato   | Raúl González                                                                      | XXIII. Olimpijske igre – Los Angeles 1984. | atletika        | muškarci 50 km hodanje                     |
| srebro  | Raúl González                                                                      | XXIII. Olimpijske igre – Los Angeles 1984. | atletika        | muškarci 20 km hodanje                     |
| srebro  | Héctor López                                                                       | XXIII. Olimpijske igre – Los Angeles 1984. | boks            | muškarci bantam                            |
| srebro  | Daniel Aceves                                                                      | XXIII. Olimpijske igre – Los Angeles 1984. | hrvanje         | muškarci laka                              |
| bronca  | José Youshimatz                                                                    | XXIII. Olimpijske igre – Los Angeles 1984. | biciklizam      | muškarci bodovna utrka                     |
| bronca  | Mario González                                                                     | XXIV. Olimpijske igre – Seul 1988.         | boks            | muškarci laka                              |
| bronca  | Jesús Mena                                                                         | XXIV. Olimpijske igre – Seul 1988.         | skokovi u vodu  | muškarci 10 m toranj                       |
| srebro  | Carlos Mercenario                                                                  | XXV. Olimpijske igre – Barcelona 1992.     | atletika        | muškarci 50 km hodanje                     |
| bronca  | Bernardo Segura                                                                    | XXVI. Olimpijske igre – Atlanta 1996.      | atletika        | muškarci 20 km hodanje                     |
| zlato   | Soraya Jimenez                                                                     | XXVII. Olimpijske igre – Sydney 2000.      | dizanje utega   | žene 58 kg                                 |
| srebro  | Noé Hernández                                                                      | XXVII. Olimpijske igre – Sydney 2000.      | atletika        | muškarci 20 km hodanje                     |
| srebro  | Fernando Platas                                                                    | XXVII. Olimpijske igre – Sydney 2000.      | skokovi u vodu  | muškarci sinkronizirano 3 m odskočna daska |
| bronca  | Joel Sanchez                                                                       | XXVII. Olimpijske igre – Sydney 2000.      | atletika        | muškarci 50 km hodanje                     |
| bronca  | Cristian Bejarano                                                                  | XXVII. Olimpijske igre – Sydney 2000.      | boks            | muškarci laka kategorija                   |
| bronca  | Víctor Estrada                                                                     | XXVII. Olimpijske igre – Sydney 2000.      | taekwondo       | muškarci 68–80 kg                          |
| srebro  | Oscar Salazar                                                                      | XXVIII. Olimpijske igre – Atena 2004.      | taekwondo       | muškarci -58 kg                            |
| srebro  | Ana Guevara                                                                        | XXVIII. Olimpijske igre – Atena 2004.      | atletika        | žene 400 m                                 |
| srebro  | Belem Guerrero                                                                     | XXVIII. Olimpijske igre – Atena 2004.      | biciklizam      | ženska bodovna utrka                       |
| bronca  | Iridia Salazar                                                                     | XXVIII. Olimpijske igre – Atena 2004.      | taekwondo       | žene 49–57 kg                              |
| zlato   | Guillermo Pérez                                                                    | XXIX. Olimpijske igre – Peking 2008.       | taekwondo       | muškarci -58 kg                            |
| zlato   | María Espinoza                                                                     | XXIX. Olimpijske igre – Peking 2008.       | taekwondo       | žene +67 kg                                |
| bronca  | Paola Espinosa Tatiana Ortiz                                                       | XXIX. Olimpijske igre – Peking 2008.       | skokovi u vodu  | žene sinkronizirano 10 m toranj            |
| zlato   | Meksička nogometna reprezentacija                                                  | XXX. Olimpijske igre – London 2012.        | nogomet         | muškarci                                   |
| srebro  | German Sánchez Ivan García                                                         | XXX. Olimpijske igre – London 2012.        | skokovi u vodu  | muškarci sinkronizirano 10 m toranj        |
| srebro  | Paola Espinosa Alejandra Orozco                                                    | XXX. Olimpijske igre – London 2012.        | skokovi u vodu  | žene sinkronizirano 10 m toranj            |
| srebro  | Aída Román                                                                         | XXX. Olimpijske igre – London 2012.        | streljaštvo     | žene strijeljaštvo                         |
| bronca  | Mariana Avitia                                                                     | XXX. Olimpijske igre – London 2012.        | streljaštvo     | žene strijeljaštvo                         |
| Bronca  | Laura Sánchez                                                                      | XXX. Olimpijske igre – London 2012.        | skokovi u vodu  | žene 3 m odskočna daska                    |
| bronca  | María Espinoza                                                                     | XXX. Olimpijske igre – London 2012.        | taekwondo       | žene +67 kg                                |

## Vanjske poveznice
- Međunarodni olimpijski odbor – Meksiko